# Placa de Scotia

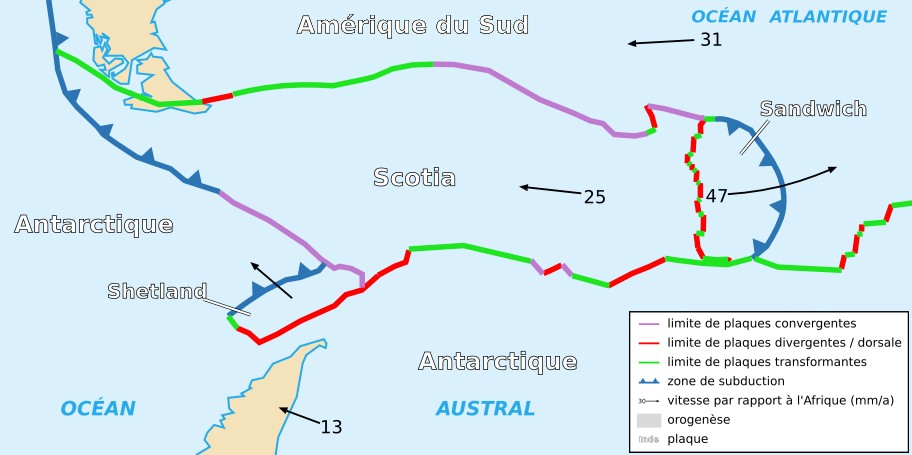
Mapa de la placa de Scotia

La placa de Scotia, o rarament anomenada placa escocesa, és una placa tectònica no gaire gran de la litosfera terrestre, sovint associada a la placa de les Sandwich. La placa de Scotia està en contacte amb les plaques sud-americana, Shetland, antàrtica i de les Sandwich. La seva superfície és de 0,041 90 estereoradiants.
Cobreix el sud-oest de l'oceà Atlàntic, al sud de la Terra de Foc però sense Geòrgia del Sud, les illes Sandwich del Sud i les Shetland del Sud. Les fronteres amb les altres plaques estan sobretot formades per la fossa del Perú i Xile sobre la costa pacífica d'Amèrica del Sud.
El desplaçament de la placa de Scotia es fa cap a l'oest a una velocitat de rotació de 0,6516° per milió d'anys segons un pol eulerià situat a 48° 63′ de latitud nord i 81° 45′ de longitud oest.